# 芭蕉翁記念館
芭蕉翁記念館（ばしょうおうきねんかん）は、三重県伊賀市の上野公園（伊賀上野城）内にある伊賀市立の松尾芭蕉に関する記念館。館内には芭蕉の展示品やグッズが売られている。

## その他の芭蕉記念館
- 江東区芭蕉記念館（東京都江東区）
- 芭蕉記念館（福島県須賀川市)
- 山寺芭蕉記念館（山形県山形市）